# ホット・サマー・デイズ
『ホット・サマー・デイズ』（原題：全城热恋、英題：Hot Summer Days）は、2010年に製作された中華人民共和国・香港・アメリカ合衆国合作の恋愛映画。日本では第23回東京国際映画祭で上映されたが劇場公開はされず、DVD化された。
監督はトニー・チャンとウィン・シャ。主演はジャッキー・チュン、ニコラス・ツェー、レネ・リウ、ビビアン・スー、アンジェラベイビー、ダニエル・ウー、バービー・スー、ジン・ボーラン、ミシェール・ワイ、ドゥアン・イーホン、フー・シンボーなど。
翌2011年には姉妹編の『ハッピーイヤーズ・イブ』（原題：全球熱恋）が公開された。

## キャスト
- ジャッキー・チュン：タクシー運転手
- ニコラス・ツェー：ワイ
- レネ・リウ：リーヤン
- ビビアン・スー：ワサビ
- アンジェラベイビー：シャオチー
- ダニエル・ウー
- バービー・スー
- ジン・ボーラン
- ミシェール・ワイ
- ドゥアン・イーホン
- フー・シンボー
- 鄭可琳
- リュー・チャーフィー
- シャーリーン・チョイ
- ハー・ジュオイェン
- マギー・チャン（ゲスト出演）

## DVD
日本では2012年6月6日に20世紀フォックス・ホーム・エンターテイメント・ジャパンよりDVDが『ハッピーイヤーズ・イブ』と同時発売された。